# Zak Seddon
Zak William Seddon (Reading, 28 de junio de 1994) es un deportista británico que compite en atletismo, especialista en las carreras de obstáculos. En los Juegos Europeos de Cracovia 2023 consiguió una medalla de bronce en la prueba de 3000 m obstáculos.

## Palmarés internacional
| Juegos Europeos | Juegos Europeos   | Juegos Europeos   | Juegos Europeos   |
| Año             | Lugar             | Medalla           | Prueba            |
| --------------- | ----------------- | ----------------- | ----------------- |
| 2023            | Chorzów (Polonia) | Medalla de bronce | 3000 m obstáculos |